# Christoph Lamberg
Christoph Lamberg (* 25. Juli 1626 in Leipzig; † 5. Juli 1680 in Ilsenburg) war gräflich-stolbergischer Hofprediger und Kirchenrat.

## Leben
Lamberg war der Sohn des Bürgers und Buchdruckers Abraham Lamberg und seiner Ehefrau Christine geb. Göring aus Leipzig. Sein Bruder Abraham starb im Jugendalter an der Pest. Lamberg verlor bereits im Alter von drei Jahren seinen Vater, woraufhin seine Mutter 1633 den Buchdrucker Henning Köhler heiratete. 1637 starb sein Stiefvater und wenig später auch seine Mutter an Fleckfieber.
Nach dem Schulbesuch in Leipzig ging Christoph Lamberg 1646 an die Universität Jena. Aufgrund der hohen Kosten kehrte er im darauffolgenden Jahr wieder nach Leipzig zurück, wo er 1648 an der dortigen Universität die Magisterprüfung ablegte. 1649 begann er ein Theologiestudium und disputierte unter Carpzov.
1651 wurde er Informator der beiden Söhne des kursächsischen Wildmeisters Johann Georg Rachalß († 1658) aus Augustusburg, die er in Leipzig betreute. 1655 folgte er dem Ruf des Grafen Heinrich Ernst zu Stolberg, um Hofmeister des jungen Grafen Ernst (1650–1710) und der Gräfin Anna Eleonora (* 1651), der späteren Gattin des Fürsten Emanuel von Anhalt-Plötzkau, zu werden.
Letztendlich wurde er am 15. Oktober 1663 zum stolbergischen Hofprediger ernannt, welches Amt er bis zu seinem Tode ausübte. Da Graf Heinrich Ernst zu Stolberg seinen Hofhaltungssitz am Ende des Dreißigjährigen Krieges von Wernigerode nach Ilsenburg verlegt hatte, wirkte er meist am letztgenannten Harzort, wo er nach seinem Tod am 11. Juli beigesetzt wurde.
Aus Anlass seiner Beerdigung erschien in Goslar eine gedruckte Leichenpredigt.

## Familie
Am 28. Juni 1664 heiratete er in Wernigerode Ursula Catharina, die Tochter des stolbergischen Leibarztes Dr. med. Jacob Haberstroh. Aus dieser Ehe gingen fünf Söhne und drei Töchter hervor. Von diesen starben drei Söhne bereits im Kindesalter.
| Personendaten    | Personendaten                                                |
| ---------------- | ------------------------------------------------------------ |
| NAME             | Lamberg, Christoph                                           |
| KURZBESCHREIBUNG | deutscher gräflich-stolbergischer Hofprediger und Kirchenrat |
| GEBURTSDATUM     | 25. Juli 1626                                                |
| GEBURTSORT       | Leipzig                                                      |
| STERBEDATUM      | 5. Juli 1680                                                 |
| STERBEORT        | Ilsenburg                                                    |